# 八戸市美術館
八戸市美術館（はちのへしびじゅつかん、英称：Hachinohe Art Museum）は、青森県八戸市にある市立美術館。
八戸市美術館は、1986年（昭和61年）に開館した。青森県内で初めて博物館法に基づいた美術館として設立された。開館当初から2017年（平成29年）までは、八戸市中心市街地の番町の旧八戸税務署の建築を改修して使用した（現八戸税務署はラピア近くに存在する）。敷地面積を拡大し、2021年（令和3年）11月3日に新たになった建築で再開館した。
青森県内の美術館5館で構成する「AOMORI GOKAN」の一つである。

## 歴史

### 設立の経緯とコレクション形成
八戸市美術館は、八戸市博物館の分館として設置された。

美術館の最初のコレクションとなったのは、元々八戸市博物館が収蔵していた宇山博明《是川作品群》と、小山田孝が八戸市に寄贈し、当初は八戸市社会教育課が管理していた陶磁器や渡辺貞一の油彩画などの美術作品（小山田コレクション）である。1963年（昭和38年）に今渕正太郎が収集し、妻の今渕せつが八戸市に寄贈した「今渕コレクション」の一部もこの時に収蔵になったが、後に八戸市博物館へ管理換された。開館当初は収蔵点数が379点（前述の今渕コレクションを除く）だったが、1988年（昭和63年）の八戸市議会で収蔵品が少なく同じ作品を何度も展示しなければならない状況を指摘されたことを機に、美術館としての本格的な収集が始まった。郷土作家の作品を中心に収集を行い、美術館資料検討委員会で検討された。コレクションのうち、2,298点は寄贈によって収蔵され、1989年（平成1年）〜1998年度（平成10年度）の10年間には約240点の作品を購入・収蔵した。七尾英鳳、豊島弘尚、月舘れい、渡辺貞一、名久井由蔵、樋口猛彦、戸村茂樹、舟越保武、石橋忠三郎、佐々木泰南、和井田要などの絵画や書が、平成30年度時点で2,808点収蔵されていた。また、特徴的なコレクションに教育版画がある。教師の坂本小九郎が、自身が八戸市の中学校で指導した1950〜1970年代の教育版画約540点を2004年（平成16年）に寄贈した。中でも、八戸市立湊中学校養護学級生徒による《虹の上をとぶ船総集編Ⅱ》の内の「星空をペガサスと牛が飛んでいく」は、スタジオジブリ制作のアニメーション映画作品「魔女の宅急便」に登場するウルスラが描いた作品のモデルになっている。なお、コレクションは、長期的な保管のために1か月〜3か月程度で展示替えを行なっており、通年で展示されている作品はない。

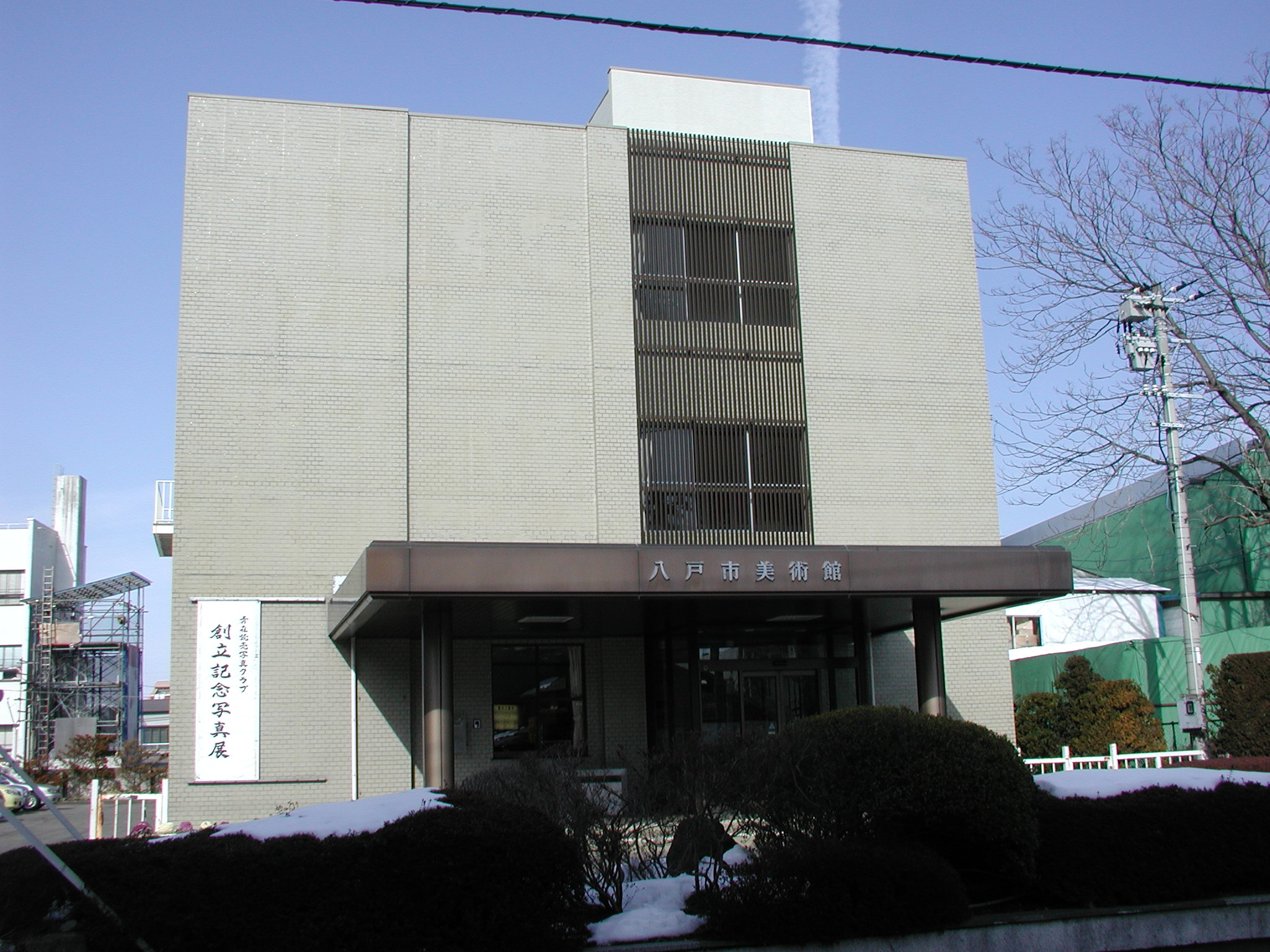
建て替え前の八戸市美術館（2009年1月）

### 新美術館の整備
八戸市では、2011年（平成23年）に中心市街地に「八戸ポータルミュージアムはっち」が開館し、「アートのまちづくり」推進事業が開始。地域を再発見するアートプロジェクトが実施された。同時期、八戸市美術館は、八戸市教育委員会からまちづくり文化観光部に所管が変わり、まちづくりの役割を担うようになった。
多様化する活動への対応や展示室・収蔵庫不足、1969年（昭和44年）に竣工した建物の耐震性等の老朽化が課題となった。また、2015年（平成27年）3月に市民団体から提出された新美術館の建設を求める陳情書が八戸市議会で採択されるなど、市民からも八戸市にふさわしい規模と機能を持つ美術館を求める声が上がった。
2016年4月から本格的な新美術館の整備に取り掛かり、2017年（平成29年）4月に一旦閉館した。青森銀行八戸支店新店舗の整備と合わせた協調開発を行い、敷地を拡大。新たな美術館のビジョンを示す八戸市新美術館整備基本構想を策定し、公募型プロポーザルによって西澤徹夫建築事務所・タカバンスタジオ設計共同体を設計者として選定した。なお、プロポーザルの最終審査であるプレゼンテーションは、市民も傍聴可能なかたちで実施された。その後、有識者や市民の意見を取り入れながら整備を進め、2021年（令和3年）11月3日に再開館した。

## コンセプト
ビジョンとして、「種を蒔き、人を育み、100年後の八戸を創造する美術館～出会いと学びのアートファーム～」を掲げる。
アートを通した出会いが人を育み、人の成長がまちを創る「出会いと学びのアートファーム」がコンセプト。「ひと」が活動する空間を大きく確保することで、「もの」や「こと」を生み出す新しいかたちの美術館として、新たな文化創造と八戸市全体の活性化を図ることを目指す。
アートに触れられる機会を提供する「展覧会」と、市民とともにアートを介して出会いや学びを誘発するさまざまな「プロジェクト」を展開。また、八戸の美術を中心とした「コレクション」を未来へ引き継ぐ。それらによって、従来の立場や枠組みを超え、アートと人との出会いの輪が広がり、そこから得た学びが栄養となって人々の感性や創造力が育まれ、まちや暮らしをより豊かなものにする美術館をの実現を掲げる。
美術館活動に主体的に関わる市民を「アートファーマー」、美術館活動を一緒に行う市民や団体、教育機関、企業などを「共創パートナー」としている。
さらに、「学校連携」として教育委員会や小中高校、市内の大学・高専が有する専門性と連携している。

## 活動
展覧会とプロジェクトを2本柱に活動を行っている。コレクションの展示シリーズとして、無料観覧できる「コレクションラボ」展示が続けられている。
| 年   | タイトル                                                           | 会期                                          | 料金                                                                                                  | 主催 |
| ---- | ------------------------------------------------------------------ | --------------------------------------------- | --- | --- |
| 2021 | 八戸市美術館開館記念 ギフト、ギフト、                              | 2021年11月3日（水）～2022年2月20日（日）      | 一般1,300円、高校生・大学生700円、小・中学生200円 ※未就学児、八戸市内および近隣町村の小・中学生は無料 | 八戸市美術館 |
| 2022 | 持続するモノガタリ—語る・繋がる・育む 八戸市美術館コレクションから | 2022年3月19日（土）〜2022年6月6日（月）       | 一般800円、小・中高校・大学生100円 ※未就学児、八戸市内および近隣町村の小・中学生は無料                | 八戸市美術館 |
| 2022 | まるごと馬場のぼる展 描いた つくった 楽しんだ ニャゴ！             | 2022年7月2日（土）〜2022年8月29日（月）       | 一般1,000円、高校生・大学生500円、中学生以下無料 ※団体割引、駐車場割引等あり                          | まるごと馬場のぼる展八戸実行委員会（八戸市美術館、三戸町、株式会社デーリー東北新聞社、青森朝日放送株式会社、一般財団法人VISITはちのへ） |
| 2022 | 佐藤時啓—八戸マジックランタン—                                     | 2022年10月29日（土）〜2023年1月9日（月・祝）  | 一般800円、大学生・専門学校生400円、高校生以下無料                                                    | 八戸市美術館 |
| 2023 | 美しいHUG！                                                        | 2023年4月29日（土）〜8月28日（月）            | 一般500円、高校生以下無料                                                                             | 八戸市美術館 |
| 2023 | ロートレックとベル・エポックの巴里－1900年                         | 2023年11月3日（金・祝）～12月25日（月）       | 一般1,000円、高校生・大学生500円、小・中学生200円 ※未就学児、八戸市内および近隣町村の小・中学生は無料 | ロートレック展八戸実行委員会 ( 八戸市、株式会社東奥日報社、青森放送株式会社、一般財団法人 VISIT はちのへ )                              |
| 2024 | 藤井フミヤ展 Fumiyart2024                                          | 2024年1月20（土）～3月25日（月）              | 一般当日券1,500円、高校・大学生当日券900円、中学生以下無料                                            | デーリー東北新聞社 |
| 2024 | 展示室の冒険                                                       | 2024年4月20日（土）～6月24日（月）            | 一般800円、高校生以下無料                                                                             | 八戸市美術館 |
| 2024 | tupera tupera のかおてん.                                          | 2024年7月6日（土）～9月1日（日）              | 一般1,000円、中・高校生600円、子ども500円（2歳以下無料）                                              | 青森朝日放送 |
| 2024 | 風のなかを飛ぶ種子 青森の教育版画                                  | 2024年10月12日（土）〜2025年1月13日（月・祝） | 一般1,000円、大学・専門学校生500円、高校生以下無料                                                    | 八戸市美術館 |
| 2025 | 八戸アーティストファイル2025 Finding Our Beauty                    | 2025年2月15日（土）～2025年4月7日（月）       | 一般500円、高校生以下無料、割引対象者400円                                                            | 八戸市美術館 |
| 2025 | 浮世絵コンニチは タイカンする江戸文化                              | 2025年4月19日（土）～2025年6月15日（日）      | 一般1,000円（800円）、大学生・専門学生500円（400円）、高校生以下無料                                  | 八戸市美術館 |
| 2025 | ポケモン×工芸展―美とわざの大発見―                                  | 2025年6月28日（土）～2025年8月31日（日）      | 一般1,300円、大学生・高校生800円、小・中学生600円                                                     | ポケモン×工芸展八戸実行委員会（八戸市、青森朝日放送、VISITはちのへ）、NHKエンタープライズ東北                                           |

| 年   | タイトル                                       | 会期                                      |
| ---- | ---------------------------------------------- | ----------------------------------------- |
| 2022 | コレクションラボ001 舟越保武展 静謐の中に佇む  | 2022年3月19日（土）〜6月20日（月）        |
| 2022 | コレクションラボ002 地をみつめる               | 2022年9月10日（土）〜2023年1月16日（月）  |
| 2023 | コレクションラボ003 七尾英鳳―花鳥風月を愛でる― | 2023年1月21（土）～2月20日（月）          |
| 2023 | コレクションラボ004 伊藤二子―生のかたち―       | 2023年2月24日（金）～4月10日（月）        |
| 2023 | コレクションラボ005 奏でる工芸                 | 2023年９月９（土）～12月18日（月）        |
| 2023 | コレクションラボ006 美の殿堂 鈴木コレクション  | 2023年12月23日（土）～2024年3月18日（月） |
| 2024 | コレクションラボ007 大久保景造と八戸文化       | 2024年3月23日（土）〜7月8日（月）         |
| 2024 | コレクションラボ008 彩る書                     | 2024年7月13日（土）～2024年10月28日（月） |
| 2024 | コレクションラボ009 リビングルーム             | 2024年11月2日（土）〜2025年2月24日（月）  |
| 2025 | コレクションラボ010 西野こよ 表現への挑戦      | 2025年3月1日（土）〜6月15日（日）         |

## 建築
西澤徹夫建築事務所・タカバンスタジオ設計共同体として、西澤徹夫・浅子佳英・森純平の3名が設計を担当した。
2022年度グッドデザイン賞ベスト100に選出され、2023年（令和5年）には第43回東北建築賞「作品賞」を受賞。
新美術館は総工費約32億円で、鉄骨3階、延べ床面積約4590平方メートル。
教える人と学ぶ人が立場を入れ替えながら同じ場を共有でき、あらゆる活動を可能とする「ジャイアントルーム」と、専門的に深く学び、異なる専門性に出会える機能に特化した「個室群」からなる。ジャイアントルームは開館時間中であれば誰でも無料で使用でき、持込み飲食やコンセント利用も可能である。このため、待ち合わせや自習スペースとしても利用されている。ジャイアントルームに面して、主な展覧会場となる「ホワイトキューブ」、コレクションを展示する「コレクションラボ」、映像上映等に適した「ブラックキューブ」、天井が高く講演会やトークイベントに使用される「スタジオ」、市民ギャラリーとしての貸出スペース「ギャラリー」などの専門的な個室群が配されている。また、「ワークショップルーム」や「アトリエ」などもあり、来館者が主に利用する部屋は1階にまとめられている。2階には「事務室」と施設内に同居する八戸学院大学の部屋「八戸学院大学まちなかラボ」がある。また、旧美術館には無かった「収蔵庫」や「一時保管庫」などの収蔵作品を保管するスペースも設けられた。

## アクセス
- JR東日本八戸線：本八戸駅下車。徒歩約10分。
- バス：JR東日本/青い森鉄道：八戸駅（東口バスプール1番・2番乗り場）から乗車、八戸市営バス・南部バス・十和田観光電鉄バス：「八戸中心街ターミナル（八日町）」バス停下車。徒歩約3分。
- 自動車：八戸自動車道：八戸インターから、車で15分。